# David Stuart (homme politique)
Pour les articles homonymes, voir David Stuart et Stuart.
David Stuart (12 mars 1816 - 12 septembre 1868) est un politicien du Michigan qui a été nommé brigadier général de l'armée de l'Union pendant la guerre de Sécession.

## Avant la guerre
Fils de Robert Stuart (trafiquant de fourrures, découvreur de la South Pass (Wyoming) et ami de John Jacob Astor ) , David Stuart nait à Brooklyn (New York). Il étudie à Amherst College. Reçu avocat en 1836, il s'inscrit au barreau et part exercer à  étroit (Michigan). Il y est city attorney (avocat de la municipalité) , puis prosecutor (procureur).
Il est élu député (congressman) du Michigan, tendance democrat, au 33e Congrès (1853-1855) . Au Congrès, en tant que chairman (président) de la toute puissante commission United States House Committee on Oversight and Government Reform (en) (qui contrôle en particulier le Trésor), il détient le droit de décider seul d'émettre  toute subpoena qui lui paraitrait nécessaire à l'éclaircissement de certaines affaires. David Stuart n'est pas réélu lors de la législature suivante ; il part à Chicago (Illinois) exercer comme avocat d'une compagnie de chemin de fer (Illinois Central Railroad).

## Guerre de Sécession
Lorsque survient la guerre de Sécession, David Stuart lève et équipe à ses propres frais 2 régiments (2 000 volontaires) de l'Union Army. Il est nommé colonel du 55th Illinois Volunteer Infantry Regiment fin octobre 1861.
Il commande la seconde brigade de la division de William T. Sherman lors de la bataille de Shiloh (6-7 avril 1862), et est gravement blessé. Le président Abraham Lincoln le nomme brigadier général des Volontaires le 29 novembre 1862.
David Stuart  participe ensuite aux combats de la campagne de Vicksburg , et commande sa brigade lors de la bataille de Chickasaw Bayou : les Confédérés sous Pemberton écartent Sherman de Vicksburg.
Stuart est aussi à la  bataille de Fort Hindman (9-11 janvier 1863) :  le  political general John Alexander McClernand, qui a formé de sa propre autorité la seconde Armée du Mississippi (unioniste) avec les troupes de William T. Sherman réunies à celles que Lincoln lui a accordées, submerge (avec aussi l'aide des canonnières de l'US Navy) la garnison sudiste du Fort Hindman, qui se rend : près de 5 000 prisonniers. Grant, qui a été tenu à l'écart de l'opération, fulmine et arrive (à grand peine) à faire limoger McClernand avant de recentrer l'effort nordiste sur Vicksburg.
Comme en mars 1863 le Sénat n'entérine pas la nomination de David Stuart au poste de brigadier général, Stuart démissionne (3 avril 1864) et retourne à la vie civile dans le Michigan.

## Après la guerre
Il rouvre un cabinet d'avocat à Détroit, où il meurt en 1868 (à 52 ans).

## Sources
- Biographical Directory of the United States Congress : http://bioguide.congress.gov/scripts/biodisplay.pl?index=S001034
- The Political Graveyard
- Elmwood Cemetery Biography on  David Stuart

- (en) Cet article est partiellement ou en totalité issu de l’article de Wikipédia en anglais intitulé « David Stuart (Michigan politician) » (voir la liste des auteurs).

- (de) Cet article est partiellement ou en totalité issu de l’article de Wikipédia en allemand intitulé « David Stuart (Politiker) » (voir la liste des auteurs).